# Руис, Андрес
Андрес Маурисио Руис Малавер (исп. Andrés Mauricio Ruiz Malaver; род. 16 июля 1988 или 16 июня 1988, Богота) — колумбийский легкоатлет, специалист по бегу на длинные дистанции и марафону. Выступал на профессиональном уровне во второй половине 2010-х годов, победитель и призёр ряда крупных стартов на шоссе, участник летних Олимпийских игр в Рио-де-Жанейро.

## Биография
Андрес Руис родился 16 июля 1988 года в Боготе, Колумбия.
Изначально собирался стать велогонщиком, но не мог позволить себе шоссейный велосипед, поэтому в возрасте 16-18 лет перешёл в бег на длинные дистанции. Начиная с 2009 года время от времени выступал на различных соревнованиях, но при этом не имел никакой спонсорской поддержки и тренировался самостоятельно.
В 2013 году одержал победу на марафоне в Панаме, показав время 2:23:53.
Начиная с 2015 года привлекался в национальную сборную Колумбии и получал поддержку от государства. В этом сезоне финишировал восьмым на марафоне в Сантьяго (2:19:52) и вторым на марафоне в Кали (2:26:58), взял бронзу на полумарафонах в Рионегро и Ибаге, выиграл забег на 10 км в Кали.
В марте 2016 года на марафоне в мексиканском Торреоне пришёл к финишу третьим, установив при этом свой личный рекорд в данной дисциплине — 2:17:41. Выполнив олимпийский квалификационный норматив (2:19:00), удостоился права защищать честь страны на летних Олимпийских играх в Рио-де-Жанейро — в программе марафона показал результат 2:22:09, расположившись в итоговом протоколе соревнований на 79-й строке.
После Олимпиады в Рио Руис продолжил карьеру профессионального бегуна-марафонца и принял участие ещё в нескольких крупных стартах на шоссе. Так, в сезоне 2017 года он был вторым на марафонах в Сан-Хосе (2:30:58) и Каракасе (2:24:47), занял четвёртое место на домашнем марафоне в Медельине (2:23:58).
В 2018 и 2019 годах пробежал марафоны в Монтевидео (2:21:24) и в Буэнос-Айресе (2:18:14) соответственно.
Его жена Патрисия Мохика тоже является бегуньей на длинные дистанции, выступает на соревнованиях национального уровня. Есть дочь Хуана Люсия (род. 2013).